# Santuario della Madonna della Salute (Taranto)
Il santuario della Madonna della Salute (anche noto come santuario di Monteoliveto, o chiesa di Monteoliveto,  denominazione risalente all'occupazione del complesso da parte dell'ordine degli Olivetani) è una chiesa sita nel borgo antico di Taranto.

## Storia

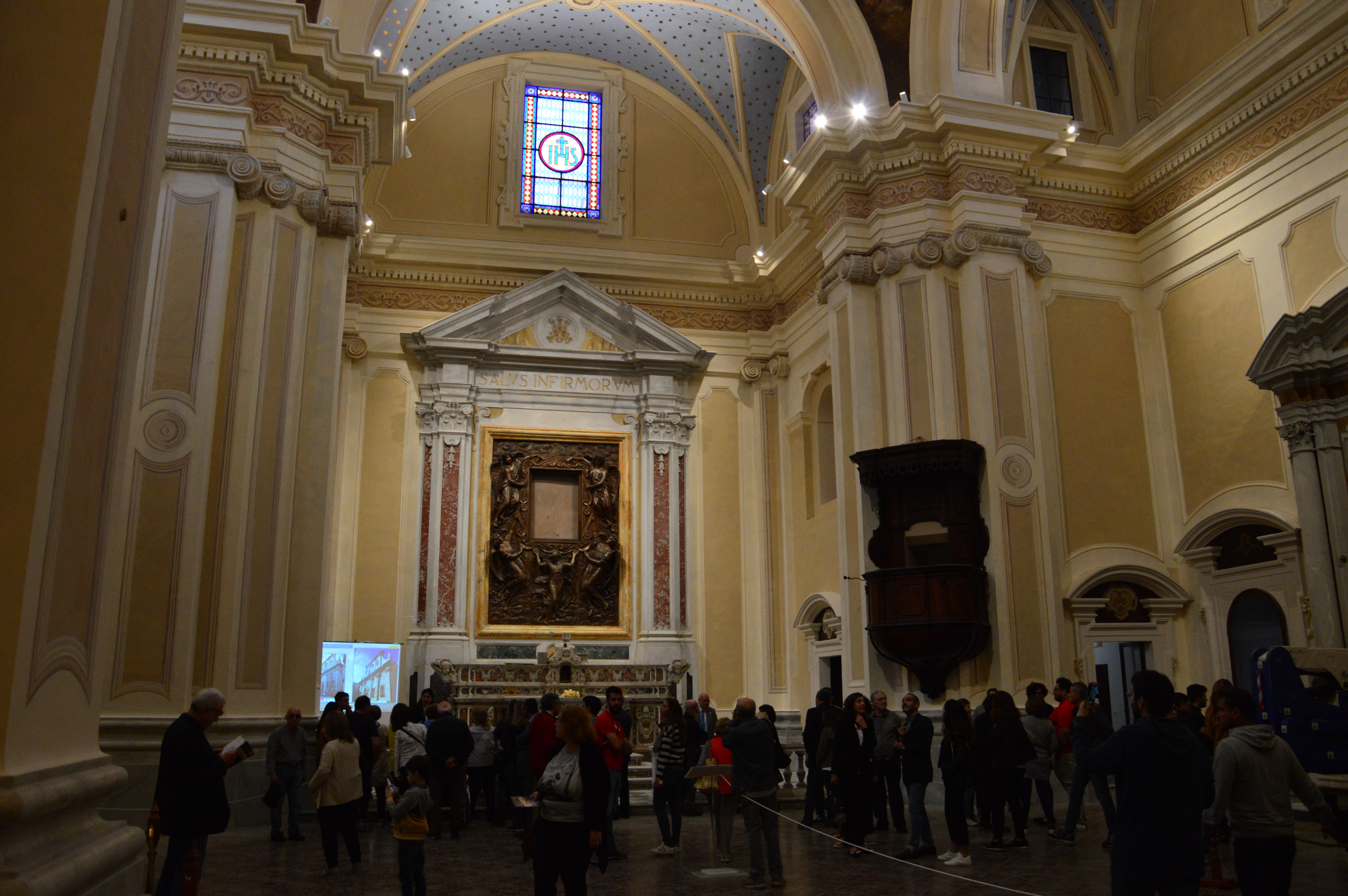
Interno del Santuario.

La costruzione della chiesa, inizialmente denominata "chiesa del Gesù", venne avviata nel 1686 per volere della Compagnia di Gesù. Questa, con ogni probabilità, era giunta per la prima volta in città nel 1612, stanziandosi in maniera definitiva nel 1622, anno in cui la Compagnia ereditò il Palazzo Visconti, adattato a collegio. Al complesso pare fosse annessa una rudimentale chiesa, che i gesuiti decisero di sostituire con l'attuale fabbrica appena fu loro possibile.

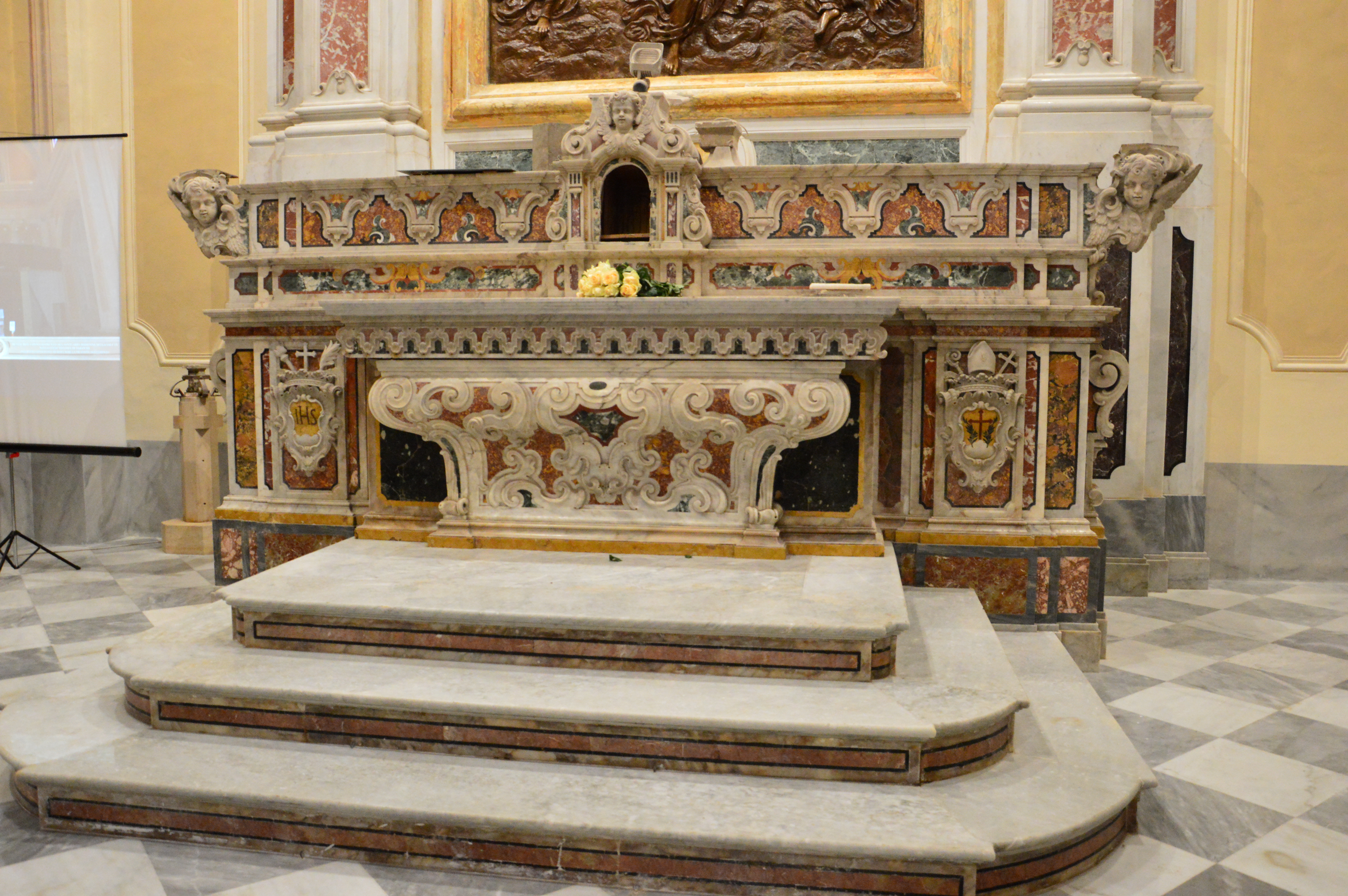
L'altare maggiore.

La costruzione si protrasse per ben 77 anni, fino al 1763, sebbene l'altare maggiore fosse stato consacrato già nel 1752. Appena quattro anni dopo l'ultimazione dei lavori, il 21 luglio 1767, la Compagnia di Gesù fu soppressa da papa Clemente XIV; i padri dovettero lasciare la città nel 1773 e il complesso fu affidato alle cure della congregazione olivetana, che mutò la denominazione del tempio in chiesa di Monteoliveto e trasformò il collegio nel proprio convento. Quest'ultimo venne confiscato per decreto di Gioacchino Murat nel 1813 e destinato ad alloggio per gli ufficiali napoleonici. Da allora esso mutò più volte destinazione d'uso e quando i gesuiti rientrarono a Taranto, nel 1924, dovettero trasferirsi in un edificio limitrofo, denominato "Istituto San Luigi" e collegato alla chiesa tramite un cavalcavia.
Nel 1936 la città di Taranto venne consacrata all'icona della Madonna della Salute, da cui il santuario prende la sua attuale denominazione.
I gesuiti continuarono a gestire il culto nel tempio fino al 1992, anno in cui lasciarono la città.

## L'icona dellaMadonna della Salute

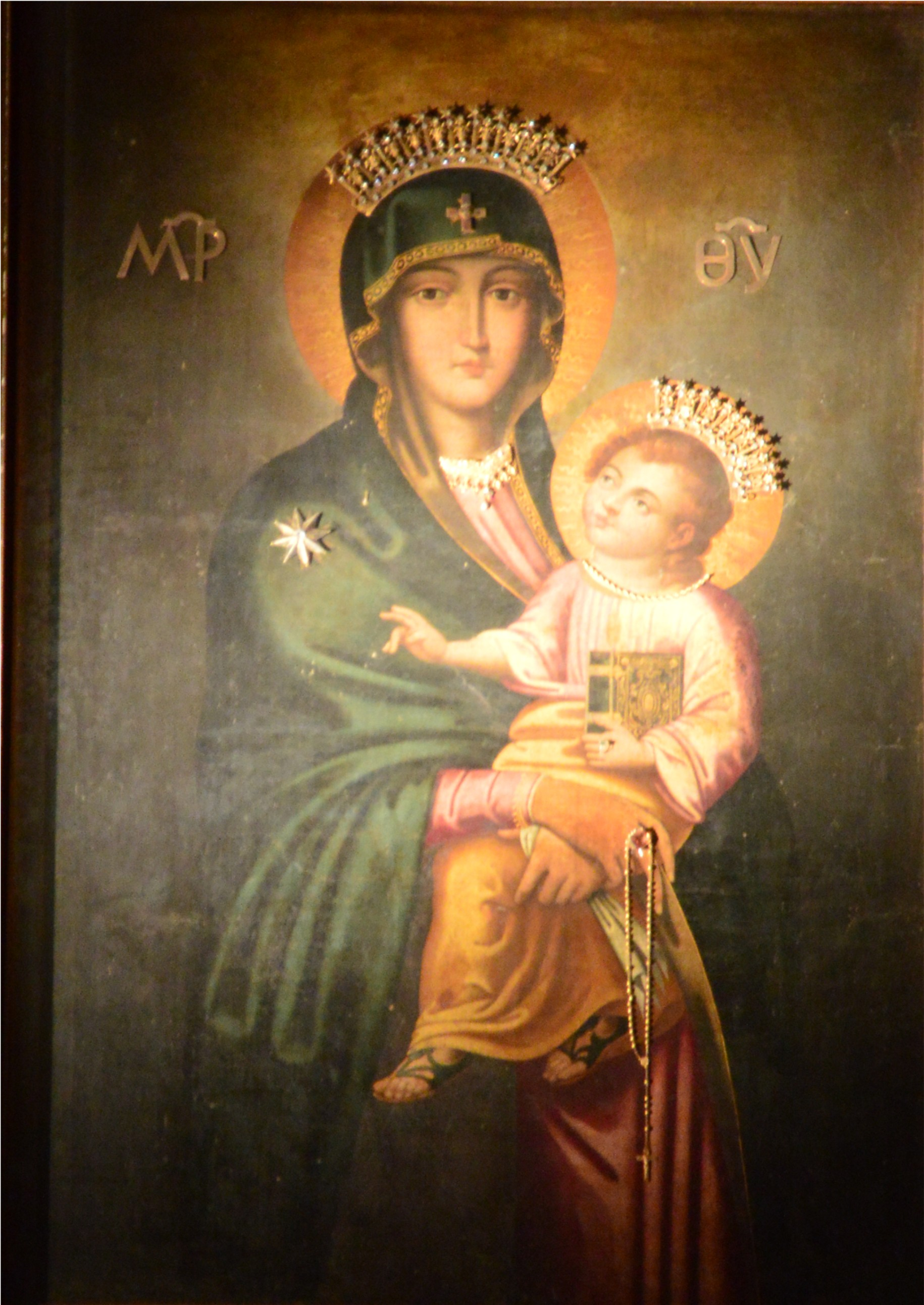
L'icona della Madonna della Salute è attualmente venerata nel Santuario omonimo a lei dedicato.

L'icona che dà il nome al tempio è una copia seicentesca, realizzata con ogni probabilità dal pittore leccese Antonio Verrio, della Salus populi romani, icona bizantina attribuita dalla tradizione a san Luca e venerata nella basilica di Santa Maria Maggiore a Roma.
La sua sistemazione consueta è sull'altare maggiore della chiesa.

## Galleria d'immagini

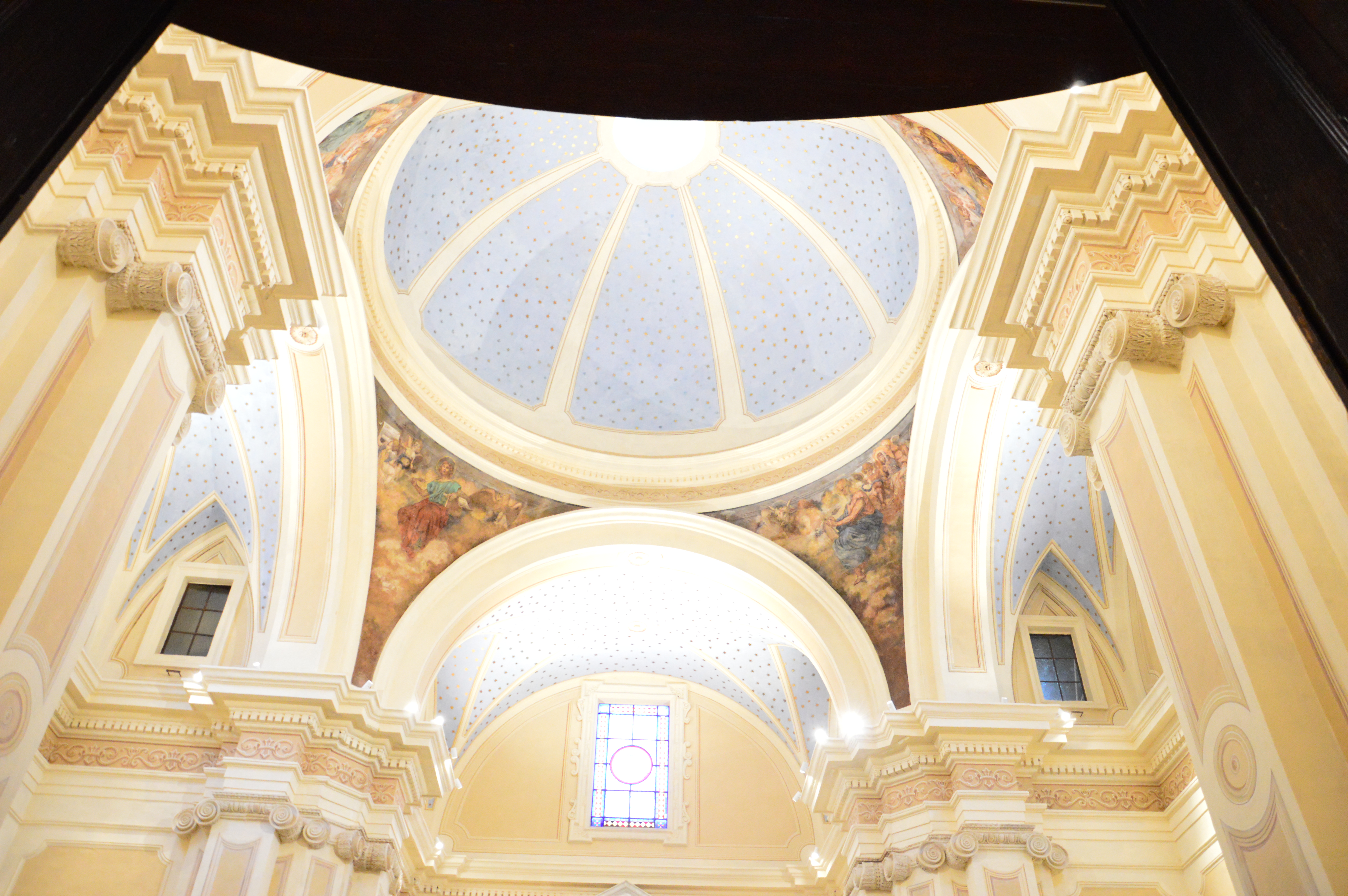
Interno della cupola
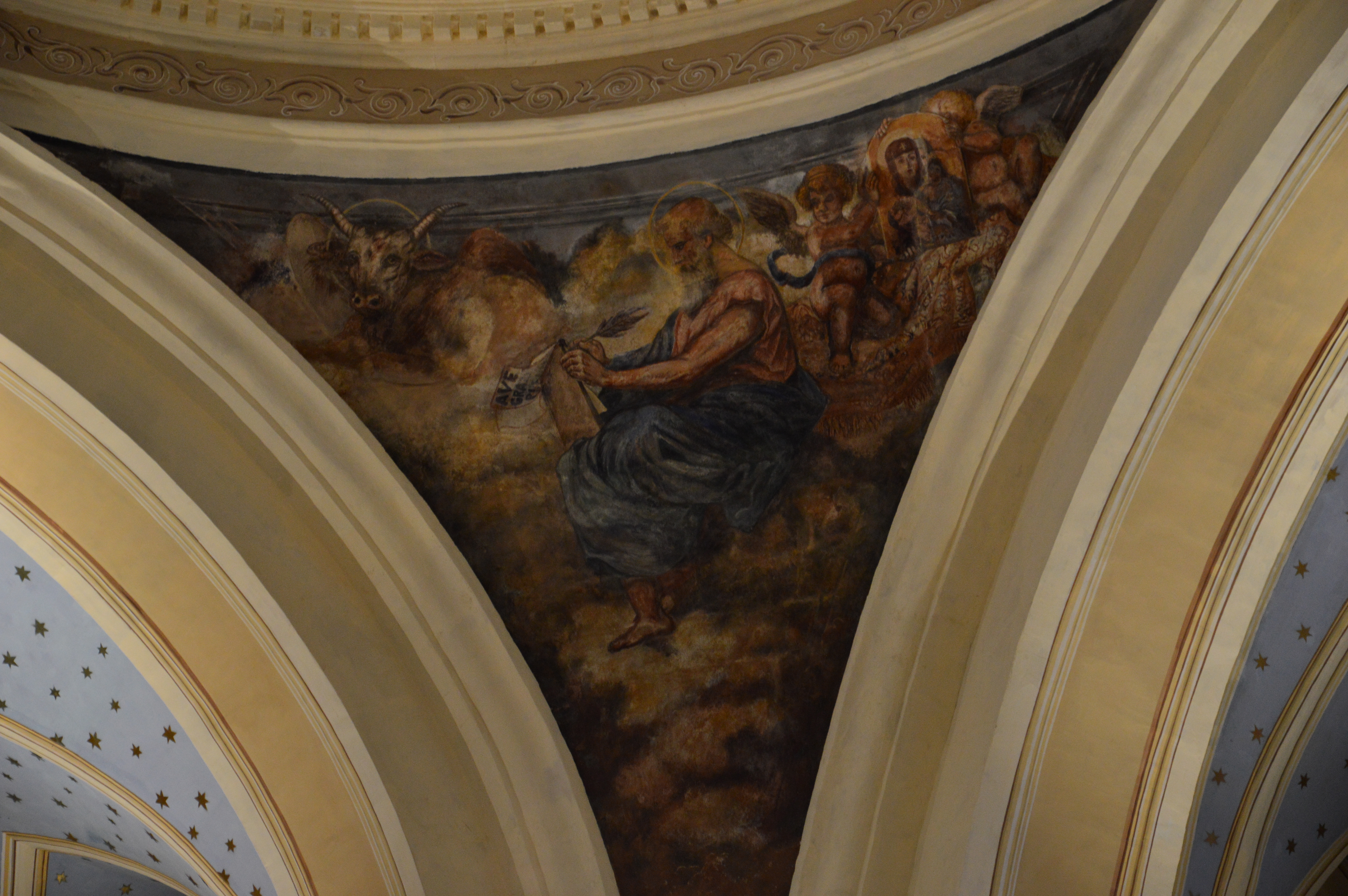
San Luca Evangelista, affresco su uno dei pennacchi che sorreggono la cupola
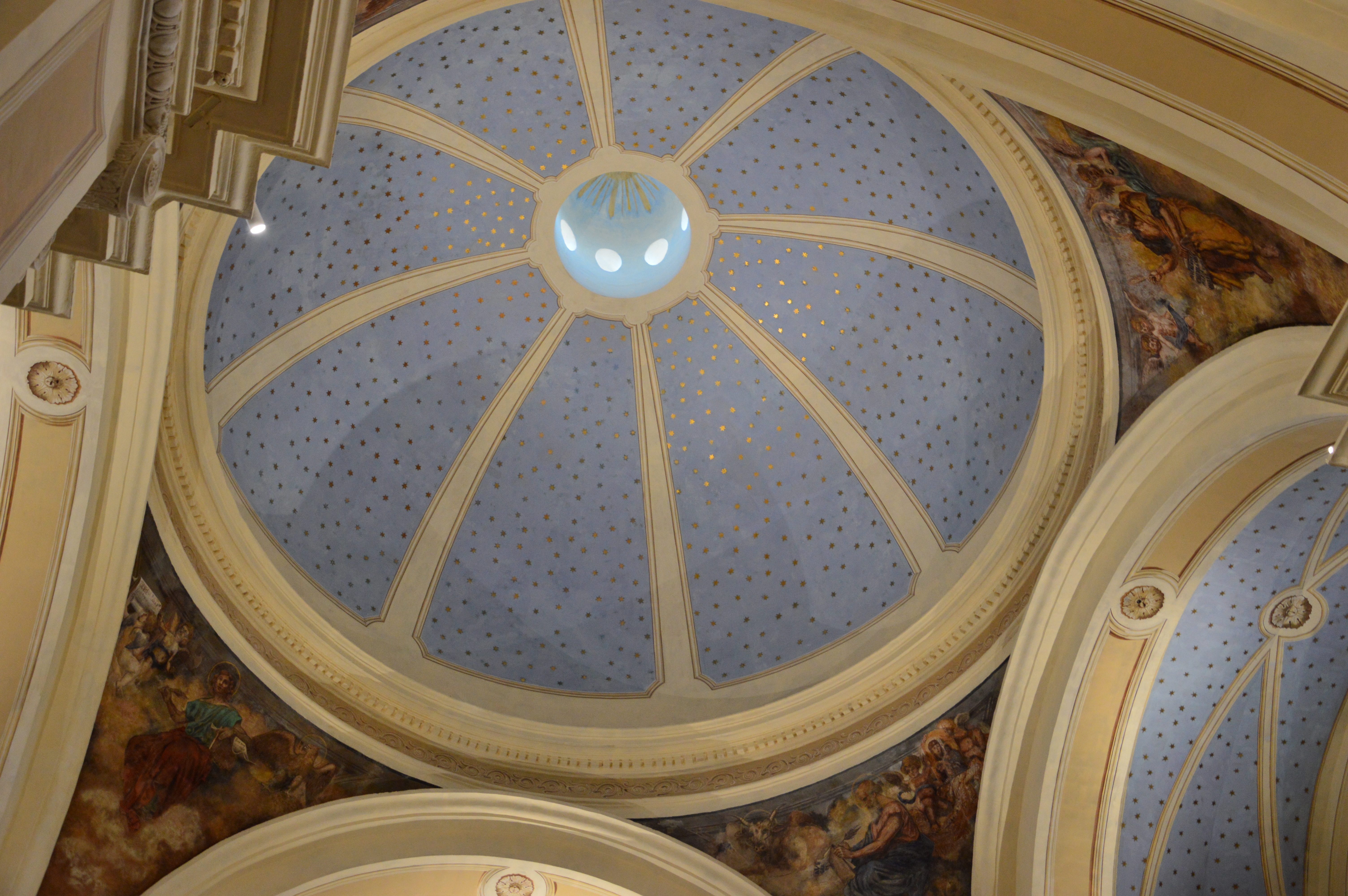
Interno della cupola
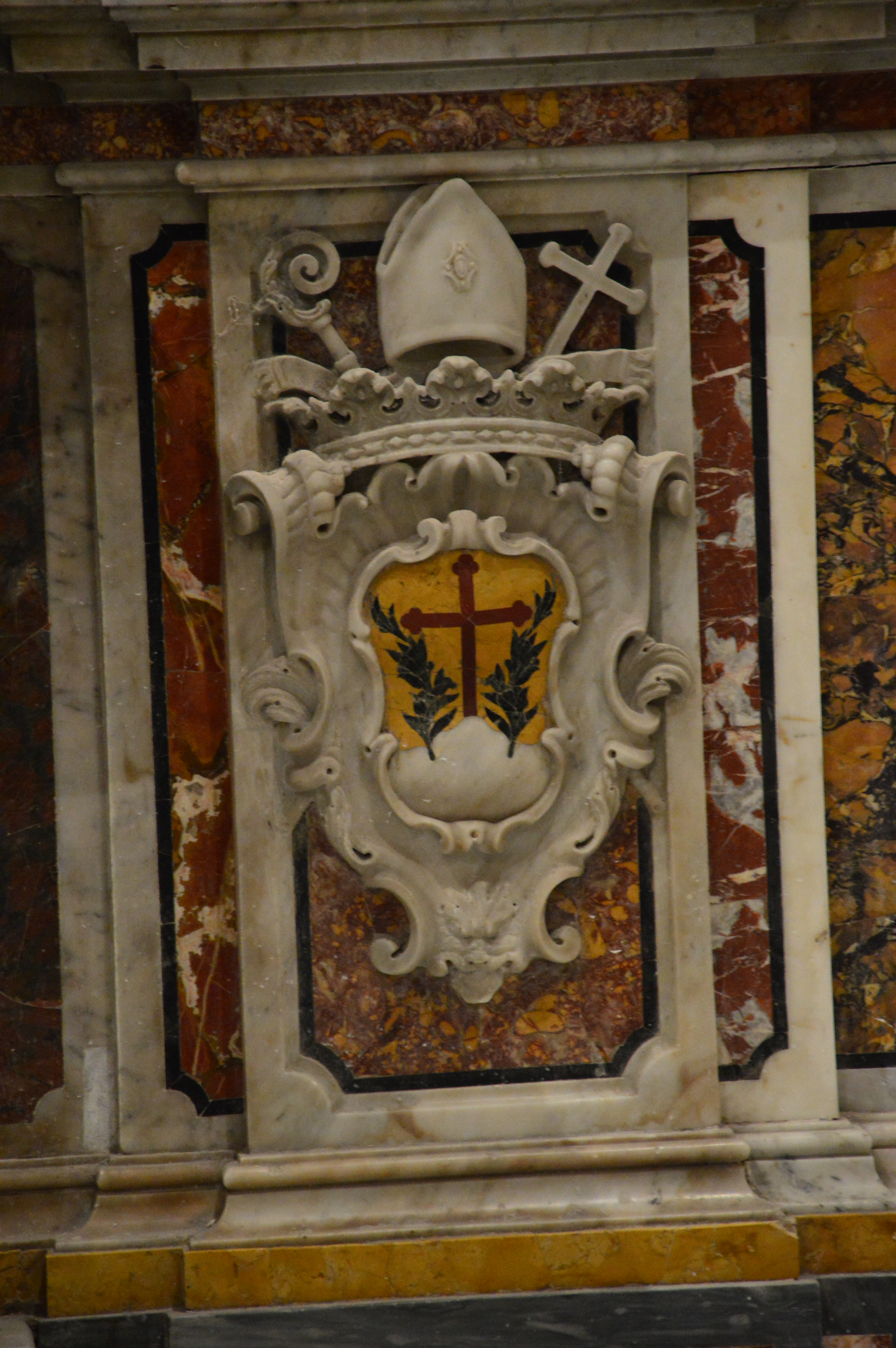
Stemma della Congregazione Olivetana, su uno dei pilastrini a lato dell'altare maggiore
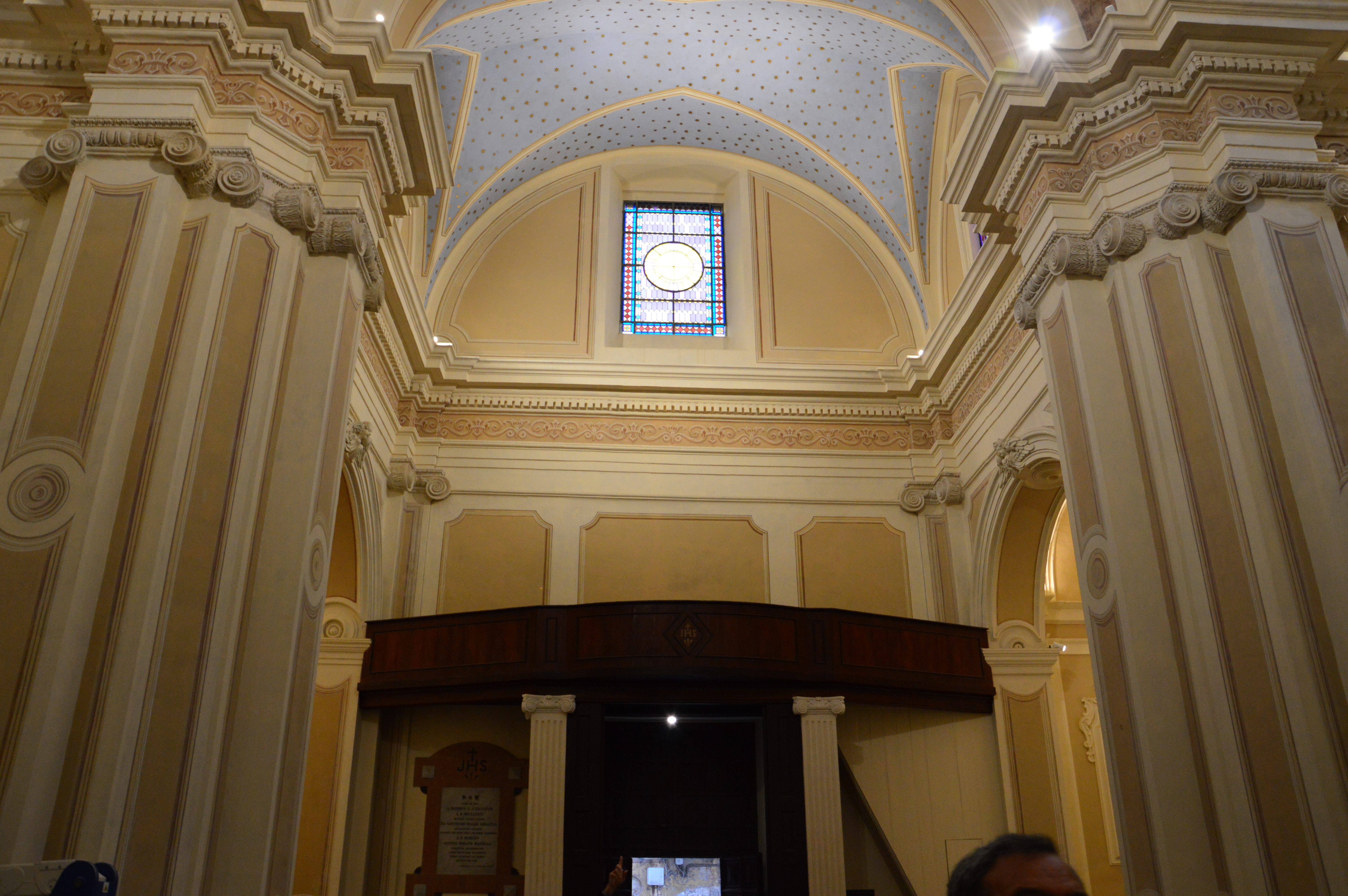
La controfacciata (con la cantoria lignea)
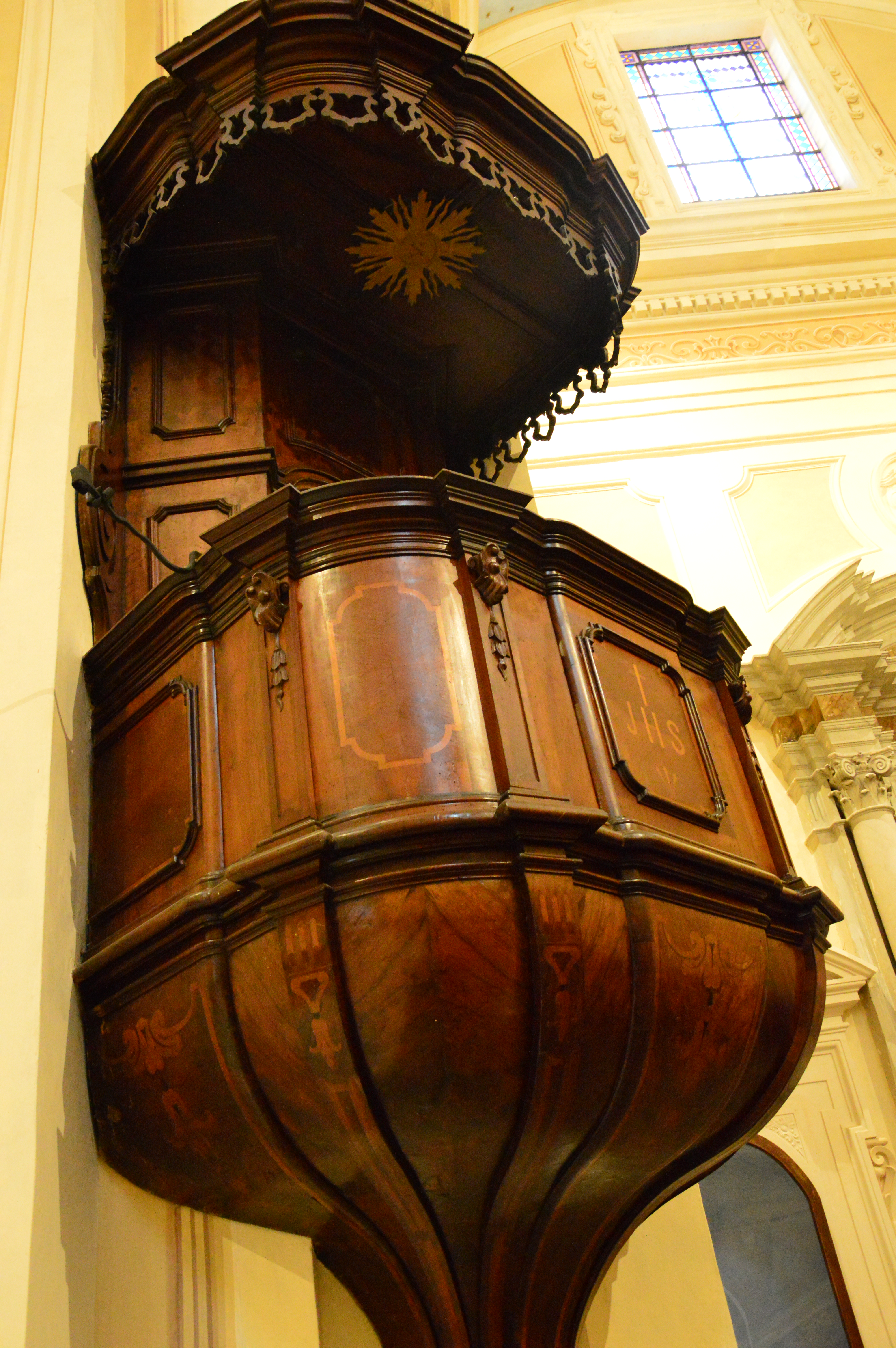
Il pulpito
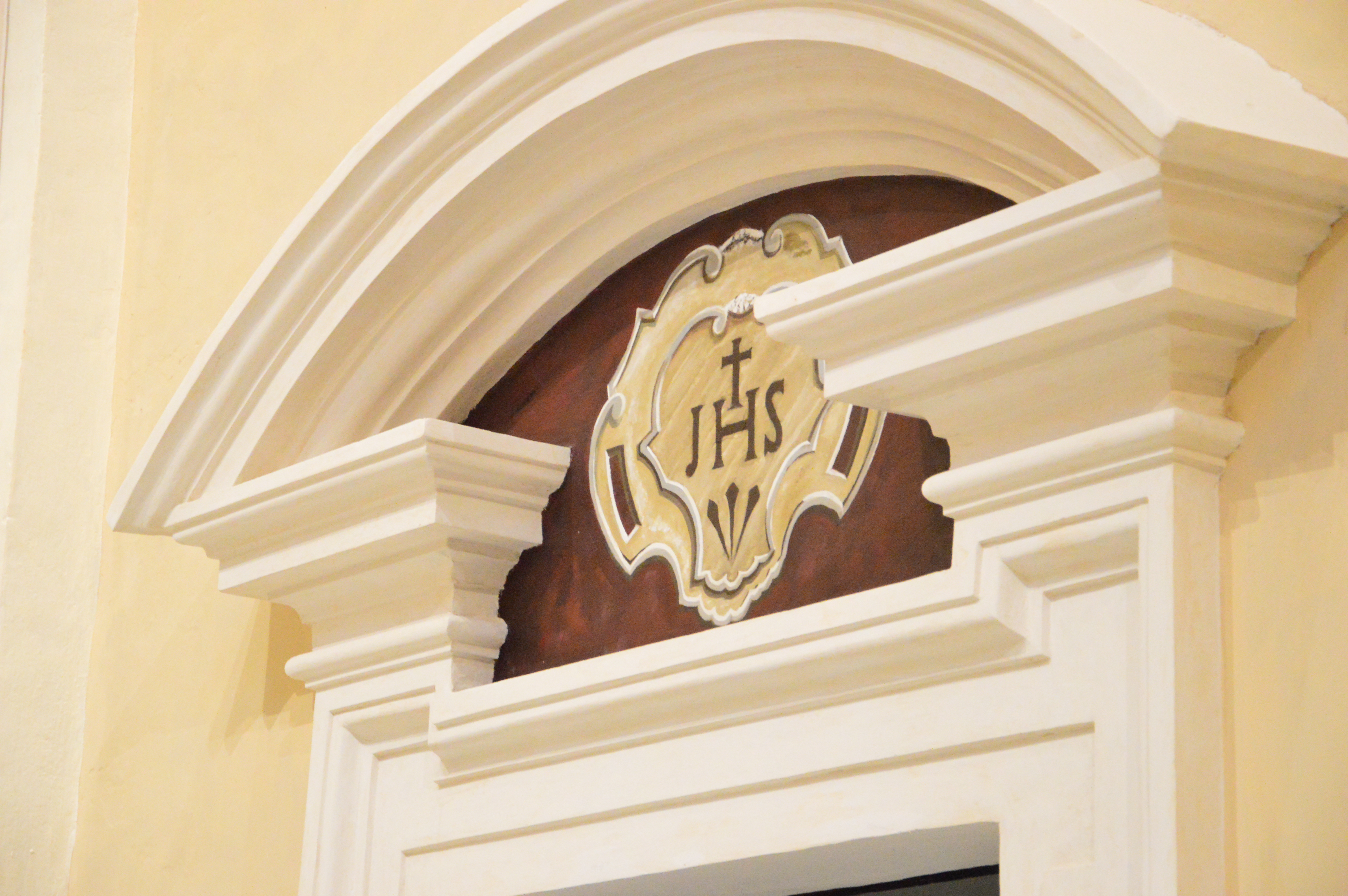
Dettaglio di una delle porte della sacrestia
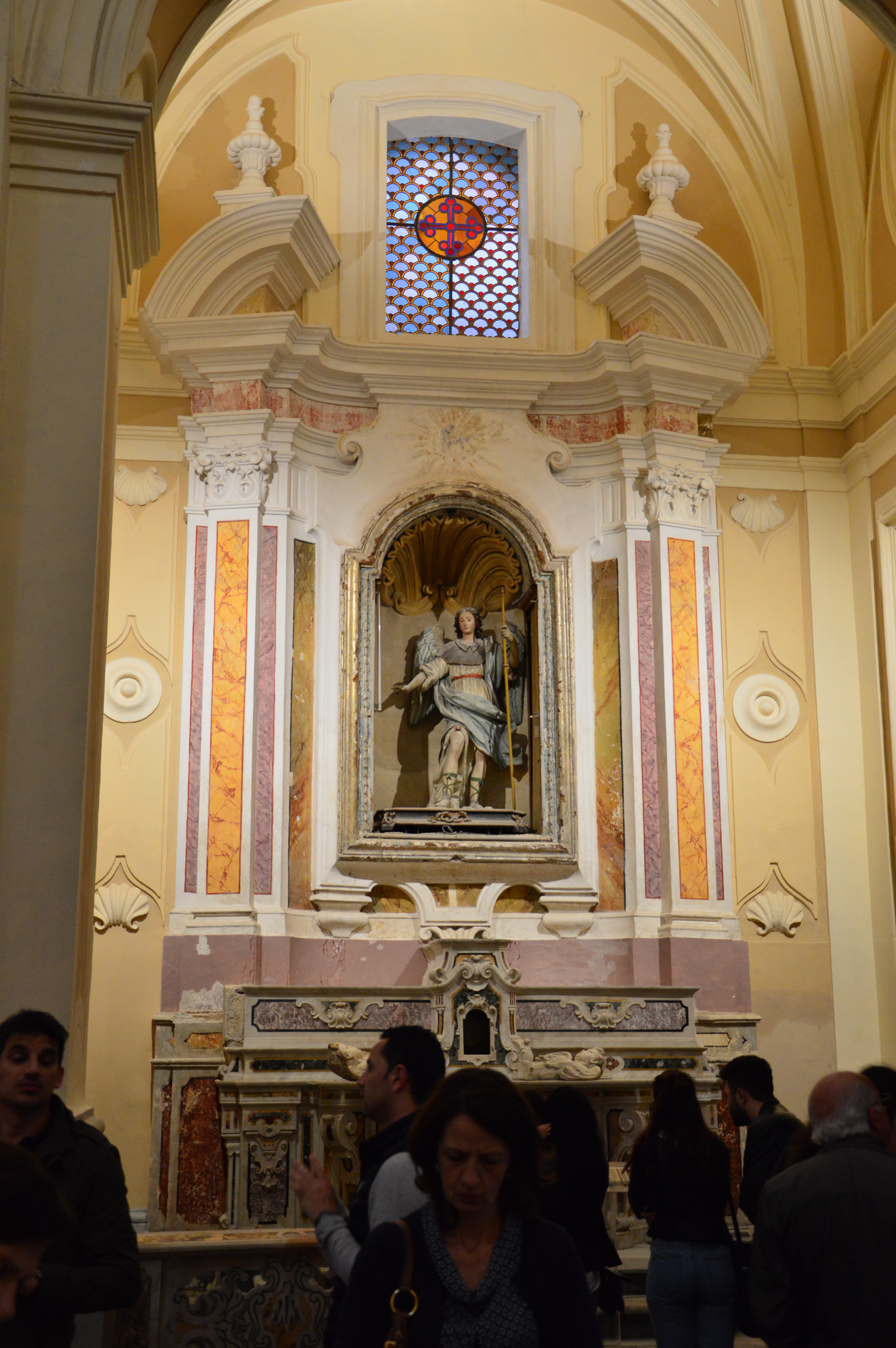
L'altare dedicato a San Michele Arcangelo